# Maritza Martén
Maritza Martén García (* 17. August 1963 in Havanna) ist eine frühere kubanische Diskuswerferin. Sie gewann bei den Olympischen Spielen 1992 in Barcelona die Goldmedaille in ihrer Disziplin.

## Karriere
Maritza Martén gewann ihren ersten Titel 1982 bei den Pan America Meisterschaften für Junioren. Später, bei den Senioren, konnte sie bei den Panamerikanischen Spielen 1983 Platz 2, und 4 Jahre später Platz 1 erringen. Ihr größter Erfolg war jedoch der Gewinn der Goldmedaille bei den Olympischen Spielen 1992 in Barcelona. Diese war ihre einzige Olympiateilnahme, da Kuba sowohl 1984 wie auch 1988 die Spiele boykottierte. 1995 konnte Martén in ihrem letzten Wettkampfjahr die Panamerikanischen Spiele in ihrer Disziplin ein weiteres Mal gewinnen.
1997 zog sie sich vom aktiven Sport zurück und arbeitete danach als Wurftrainerin für die kubanische Leichtathletik-Nationalmannschaft.

## Erfolge im Einzelnen
- 1983, Panamerikanische Spiele: Platz 2
- 1987, Panamerikanische Spiele: Platz 1
- 1992, Olympische Spiele Barcelona: Platz 1 (70,06 m)
- 1995, Panamerikanische Spiele: Platz 1

## Persönliche Bestleistung
70,68 m; aufgestellt am 18. Juli 1992 in Sevilla